# Leptodusa harzi
Leptodusa harzi är en insektsart som först beskrevs av Karabag 1975.  Leptodusa harzi ingår i släktet Leptodusa och familjen vårtbitare. Inga underarter finns listade i Catalogue of Life.